# Endre Ady
Endre Ady, madžarski pesnik, publicist in prenovitelj nacionalne književnosti, * 22. november 1877, Ermindszent, Avstro-Ogrska, † 27. januar 1919, Budimpešta.
Bil je vodilna osebnost 1. generacije kulturno-umetnostnega kroga revije Zahod. Kot publicist je napadal kler in konzervatizem veleposestniške družbe in slepi nacionalizem. Govoril je o novih svetovnih gibanjih in idejah ter se izrekal za nujne demokratične spremembe. Od leta 1903 je imel 10-letno strastno ljubezensko razmerje z Adel Brüll, ki jo je v ljubezenskih pesmih imenoval Leda. Njegova bivanja v Parizu in srečanja z njo sta močno vplivala na njegov pesniški razvoj. Leta 1918 je protestiral proti vojni in je razglašal ohranitev človeških vrednot.

## Dela
- Nove pesmi (Uj versek) - 1906
- Na čelu mrtvih (A halottak elen) - 1918
- izbor Kri in zlato - 1977
- izbor Pesmi - 1980